# Reeperbahn

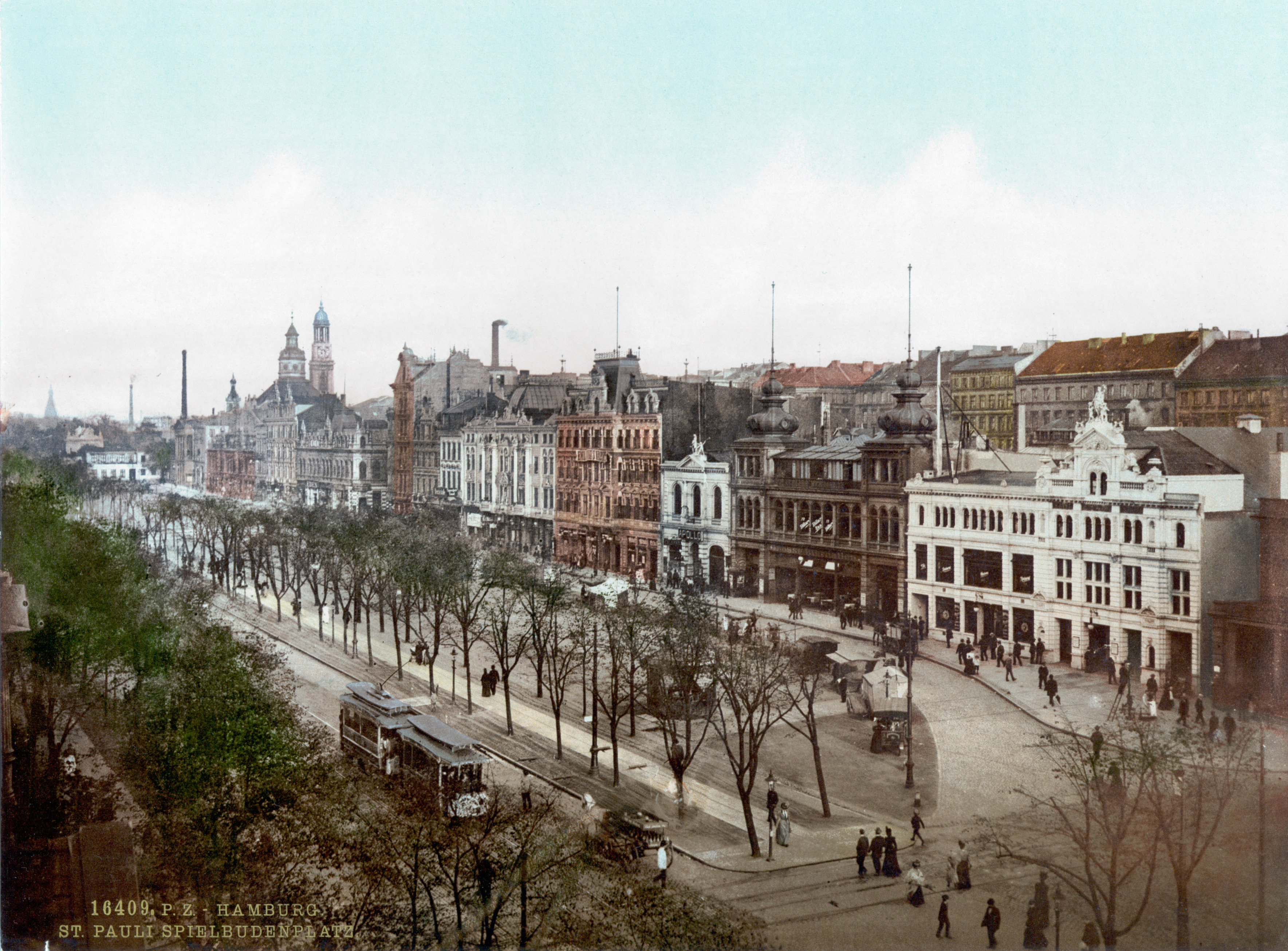
Historisk bild av Reeperbahn

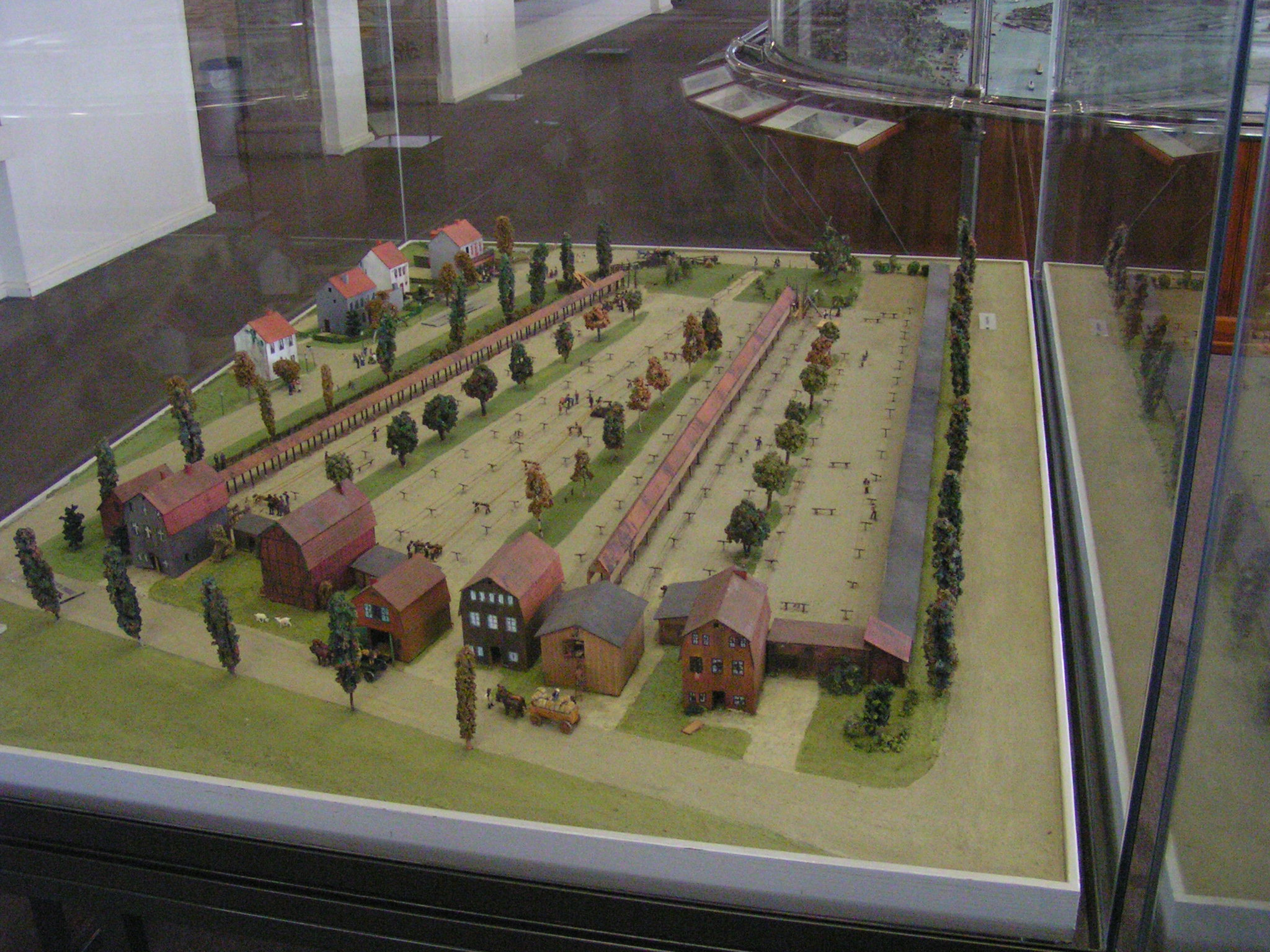
Modell av det ursprungliga Reeperbahn vars ord betyder repslagarbana

Reeperbahn är en gata i stadsdelen St. Pauli i Hamburg. Området som Reeperbahn ligger i kännetecknas för en stor andel inrättningar relaterade till sexbranschen. Där finns bland annat barer, diskon, sexklubbar, och gatan fungerar som ett prostitutionsstråk med olika bordeller. Det har gjort gatan känd på tyska som "Die sündigste Meile" ('den syndigaste milen').

## Användning
Flera av Hamburgs största sexbutiker ligger på denna gata, bland annat Boutique Bizarre – Europas största fetischvaruhus i två våningar. Flera teatrar och kasinon finns vid gatan. Många banker och växlingskontor ligger längs Reeperbahn. Området är ett av två större områden med flera barer och klubbar för homosexuella, där det andra ligger i St. Georg. Fotbollslaget FC St. Pauli har sin stadion Millerntor i ena änden av Reeperbahn. Gamla välkända vaxkabinettet Panoptikum finns även vid gatan. Vidare finns ett nytt glashus som kallas för Tanzende Türme.

## Historia
Reeperbahn har fått namn efter de repslagare som förr arbetade här. De behövde en bana för att kunna tillverka rep. Historiskt låg Reeperbahn precis på stadsgränsen mellan Hamburg och Altona. Området tillhörde fram till 1860 varken Hamburg eller Altona och kom därför att bli en plats för människor och verksamheter som inte var önskade i någon av städerna. Den blev senare en del av Hamburg och förstaden Hamburger Berg, det som idag heter St. Pauli.
Under 1960-talet fanns en rad musikklubbar på Reeperbahn som Star Club, Kaiserkeller, Top Ten och Indra. Beatles fick ett tidigt genombrott på Star Club, och idag finns Beatles-Platz som ett minnesmärke efter den tiden. Udo Lindenberg och Tom Waits tillhör artister som besjungit gatan.

## Bilder

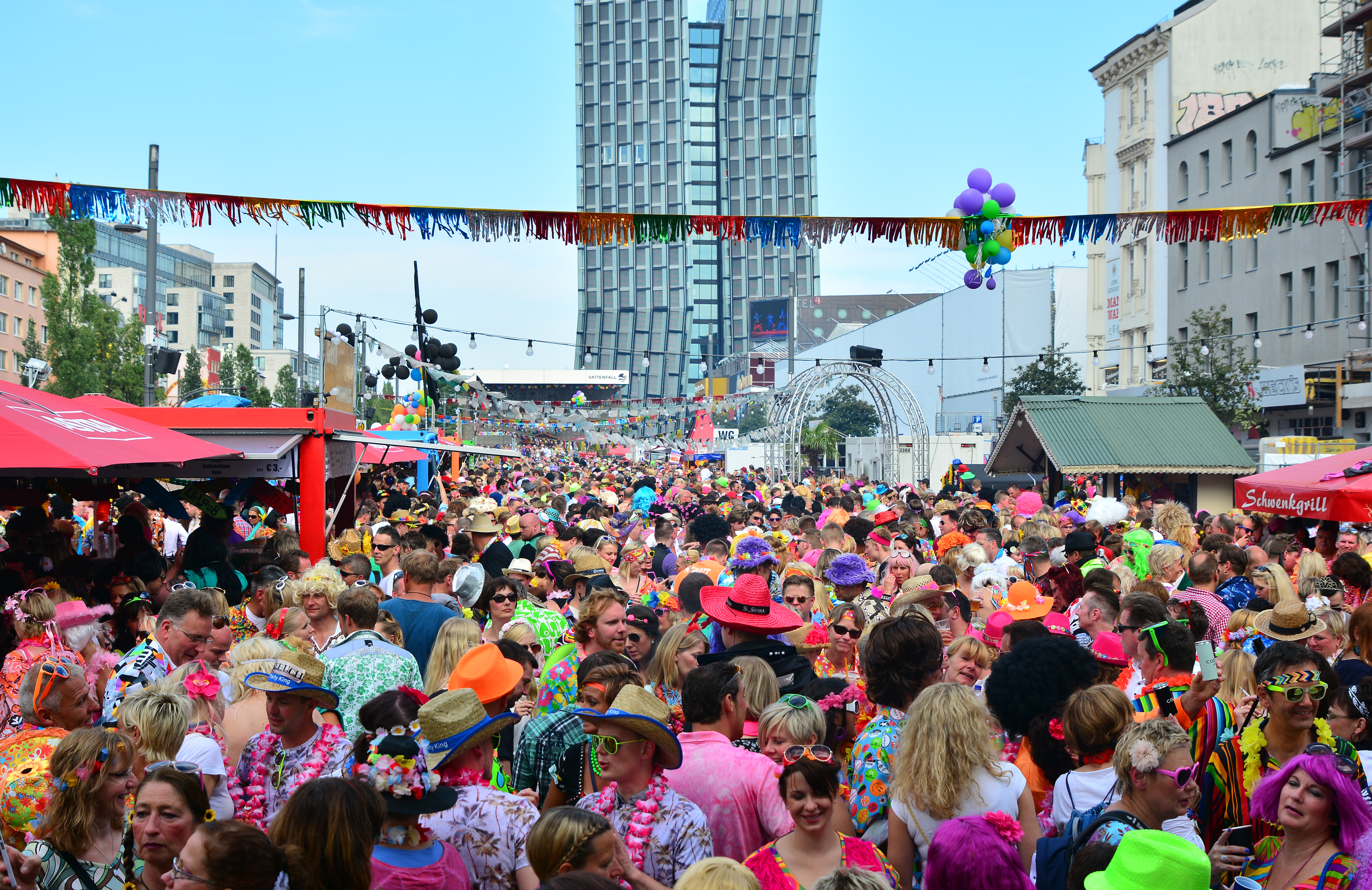
Schlagermove
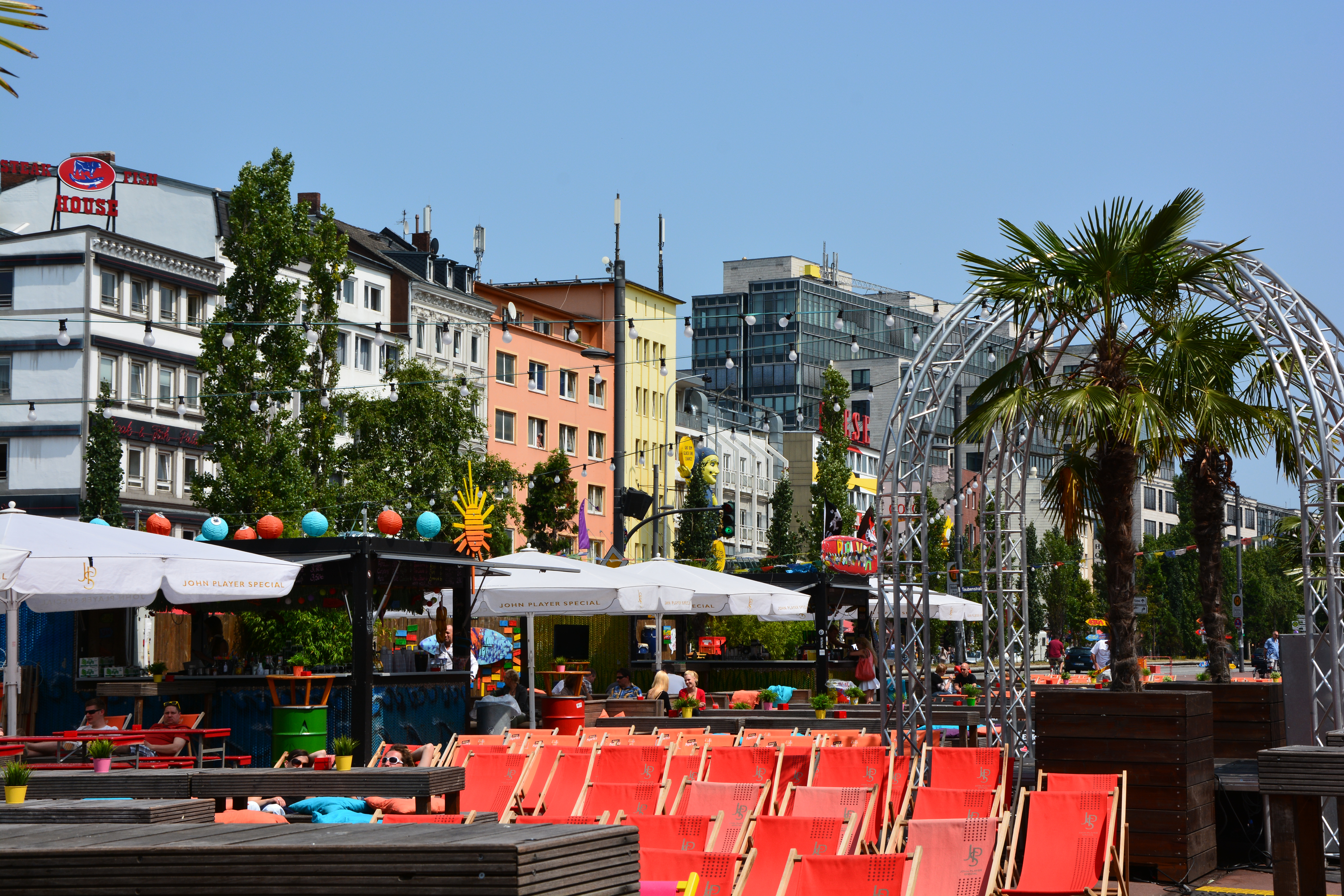
Reeperbahn
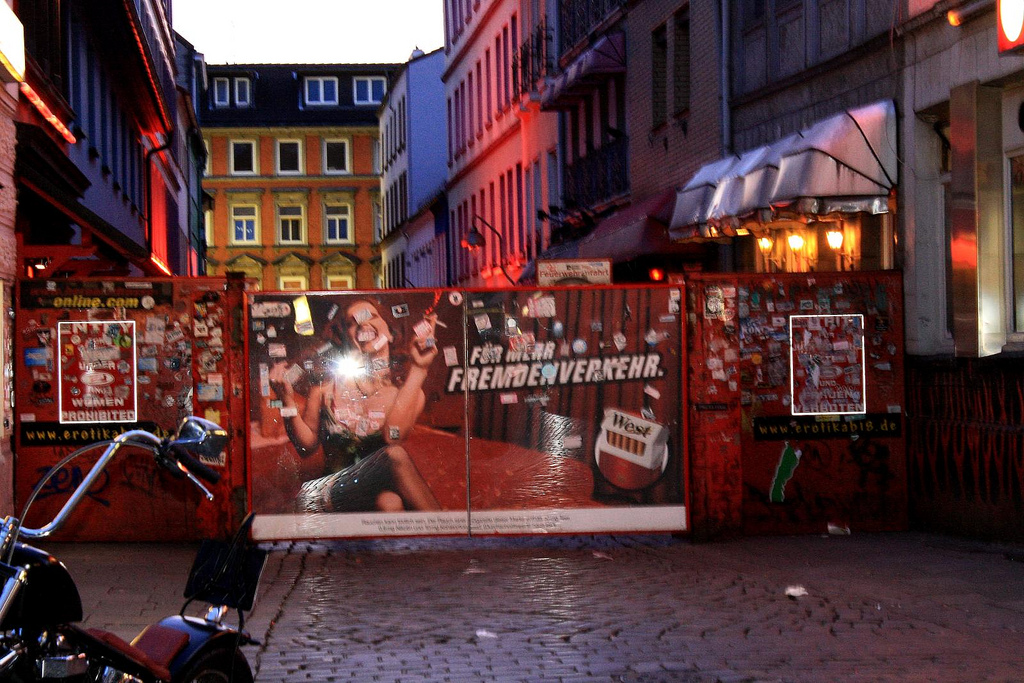
Prostitutionsstråk
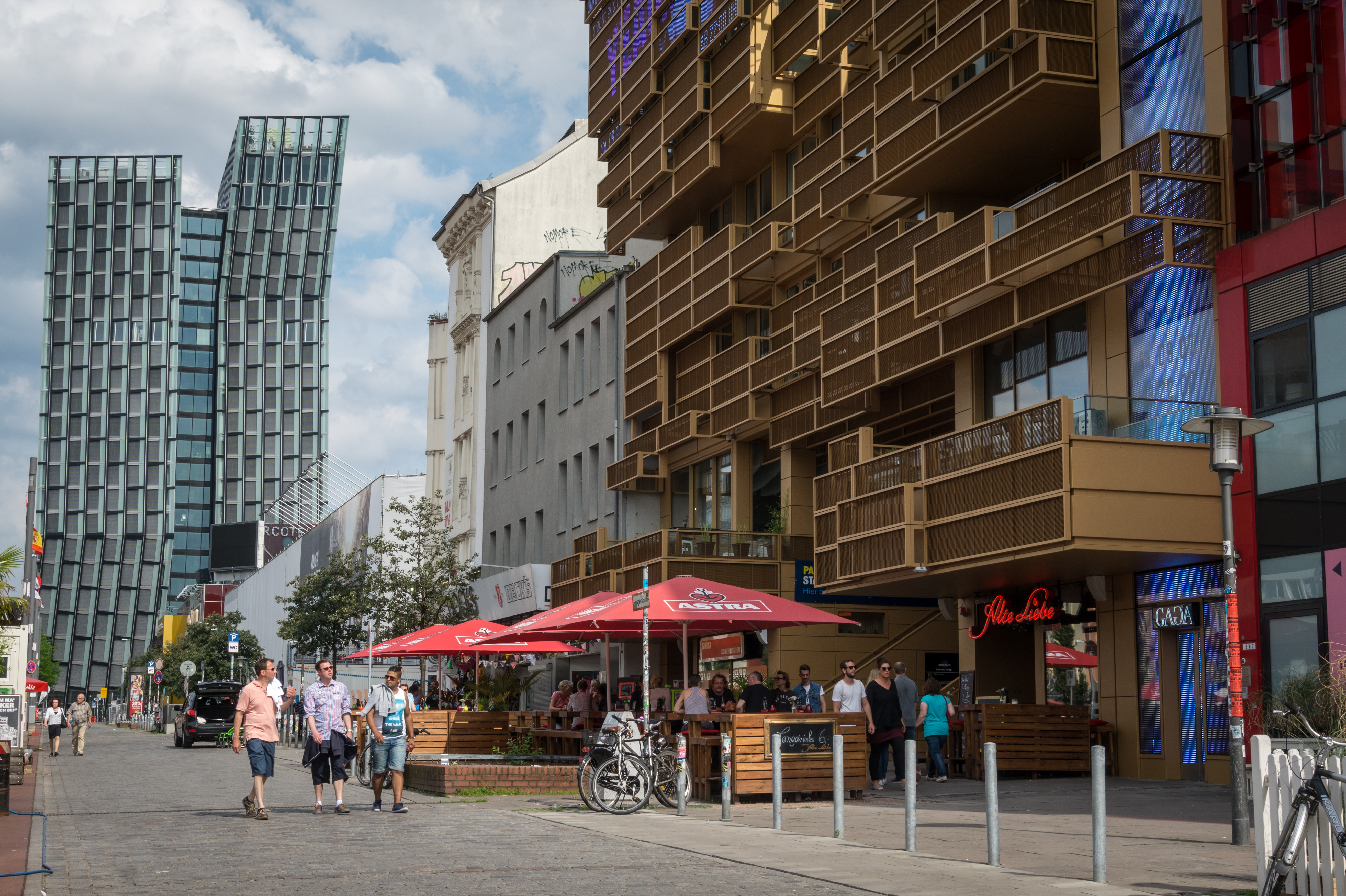
St. Pauli
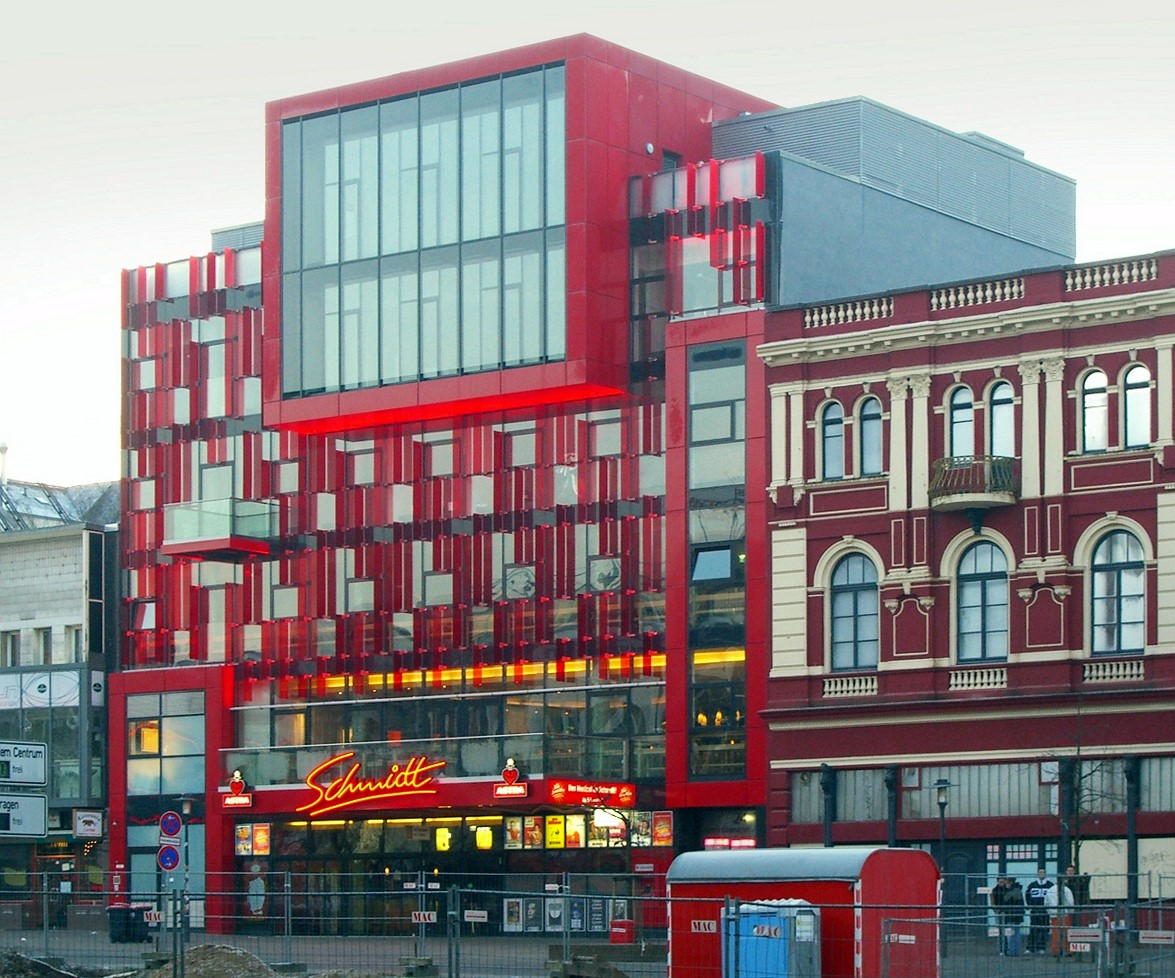
Schmidt Theater
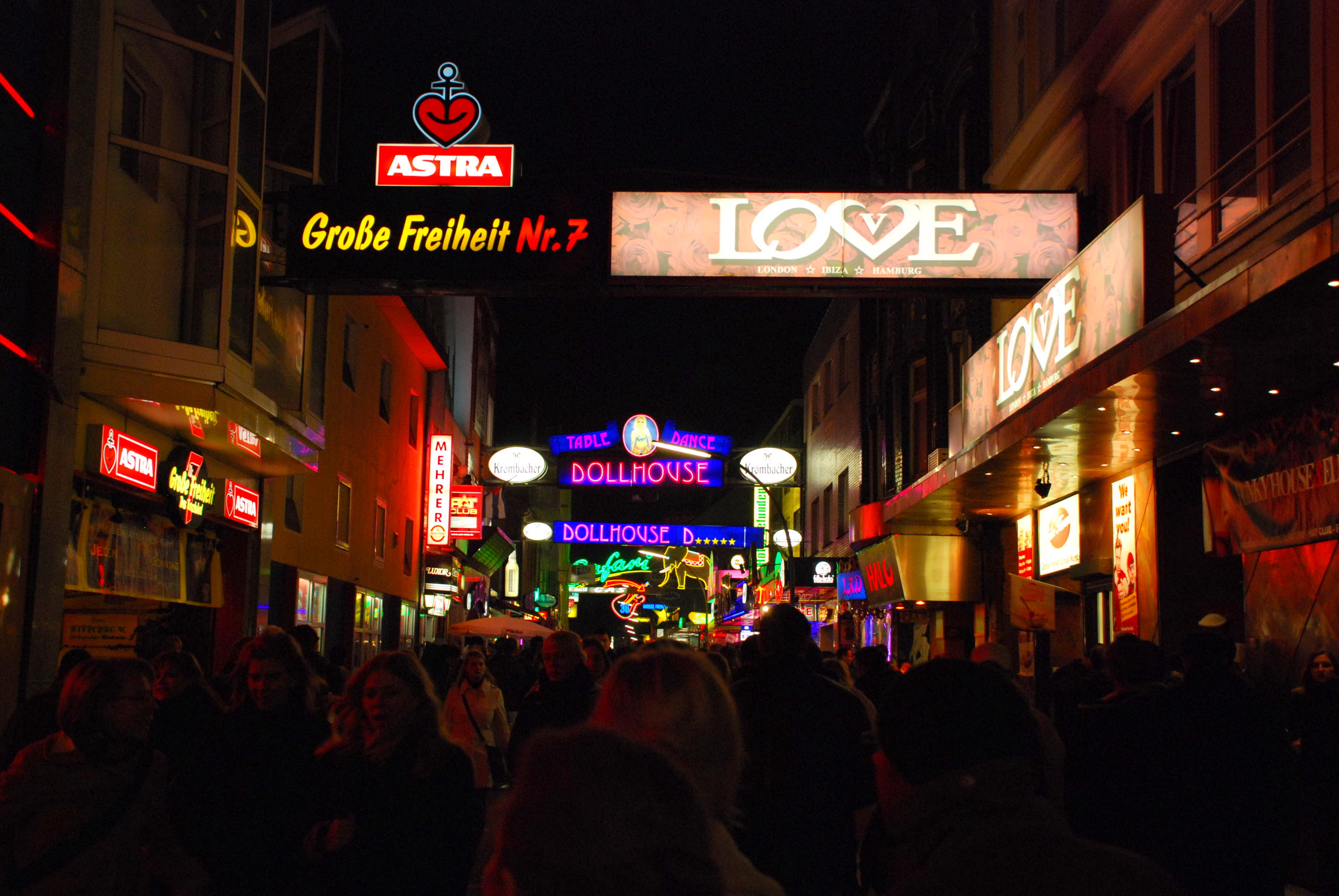
Gatan Grosse Freiheit
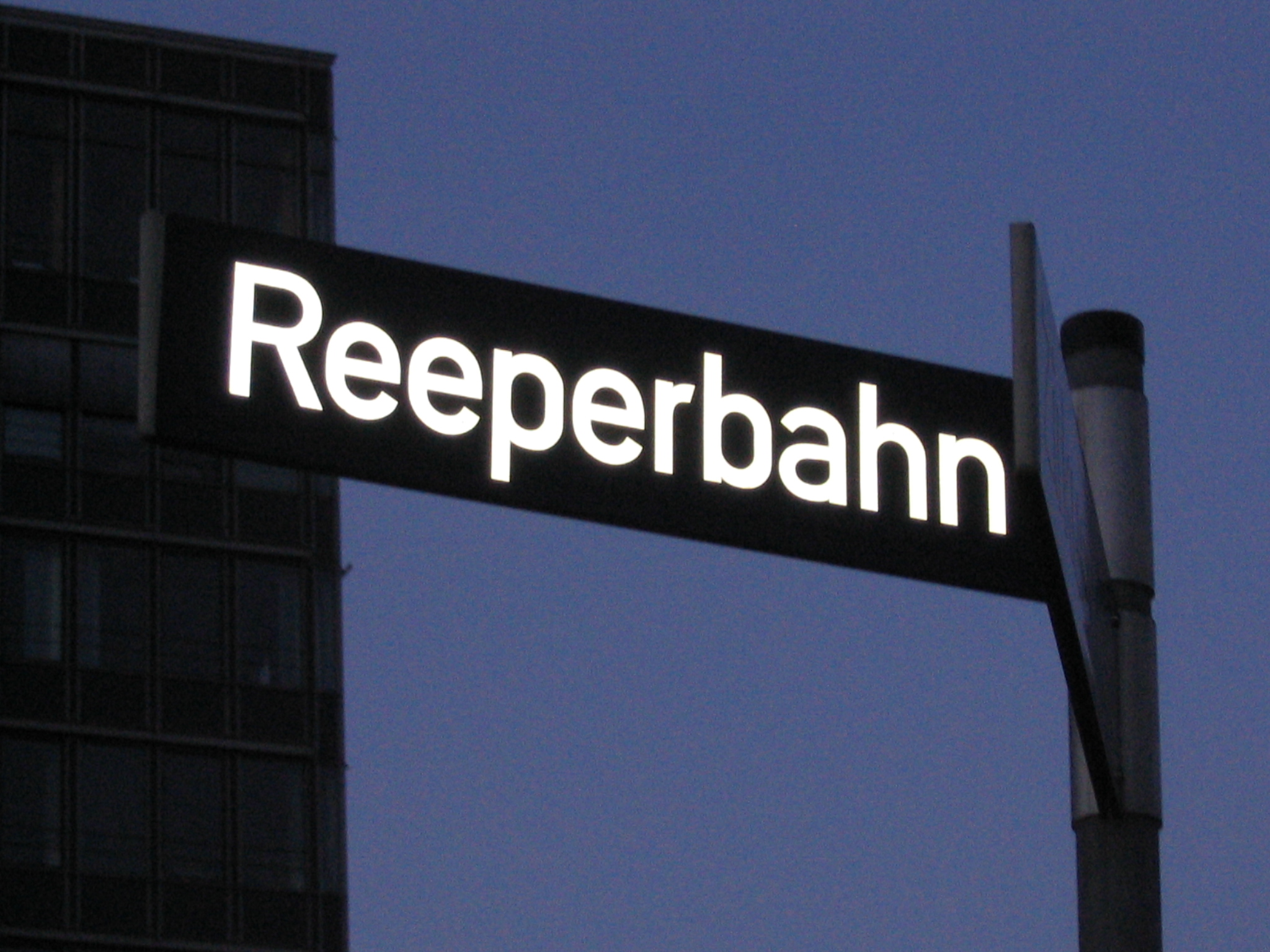
Gatuskylt